# Witki (województwo warmińsko-mazurskie)
Witki (niem. Aßmanns) – wieś w Polsce położona w województwie warmińsko-mazurskim, w powiecie bartoszyckim, w gminie Bartoszyce. W latach 1975–1998 miejscowość należała administracyjnie do województwa olsztyńskiego.

## Historia
Wieś szlachecka na prawie chełmińskim założona w 1345 r. na 12 włókach. W latach 1415–1856 Witki należały do gminy miejskiej Bartoszyce.
W 1950 we wsi powstała szkoła, przeniesiona z Gałajn. Szkoła została zlikwidowana w 1973 r. (w ramach reformy szkolnictwa wiejskiego).
W spisie z 1983 r. wieś do celów statystycznych liczono razem z osadą Okopa. W 1983 r. w Witkach mieszkało 87 osób. W tym czasie była to wieś o zwartej zabudowie, składającej się z 14 domów. Ulice miały elektryczne oświetlenie. We wsi były 33 indywidualne gospodarstwa rolne, uprawiające łącznie 241 ha ziemi i hodujące 194 sztuki bydła (w tym 87 krów), 442 sztuki nierogacizny, 12 koni i 26 owiec.

## Ludzie związani z miejscowością
Ze wsi pochodzi poseł na sejm IV i V kadencji Adam Ołdakowski.